# ۲۸ ذی‌القعده
۲۸ ذیقعده، بیست و هشتمین روز از ماه ذیقعده در تقویم هجری قمری است.
در تقویم هجری قمری قراردادی این روز سیصد و بیست و سومین روز سال است.

## درگذشتگان
- ۱۲۷۷ - ابراهیم باجوری، فقیه شافعی مصری.
- «ابوالقاسم طبرانی» محدث مسلمان (۳۶۰ ق)
- «اسعد دمشقی» پزشک شهیر سوری (۶۵۲ ق)
- «آقاضیاءالدین عراقی» فقیه بزرگ شیعه و استاد بزرگ حوزهٔ علمیهٔ نجف (۱۳۶۱ ق)